# Баховиця
Ба́ховиця (болг. Баховица) — село в Ловецькій області Болгарії. Входить до складу общини Ловеч.

## Населення
За даними перепису населення 2011 року у селі проживали 969 осіб.
Національний склад населення села:
| Національність   | Кількість осіб | Відсоток |
| ---------------- | -------------- | -------- |
| болгари          | 801            | 88,8%    |
| цигани           | 89             | 9,9%     |
| турки            | 6              | 0,7%     |
| інша             | 3              | 0,3%     |
| не визначились   | 3              | 0,3%     |
| Всього відповіли | 902            |          |

Розподіл населення за віком у 2011 році:
Динаміка населення: